# Emmanuel (Emu)
Emmanuel (* 12. Oktober 2015) ist ein Emu, der 2022 in den Sozialen Medien zum Internetphänomen wurde, als er seinen Kopf immer wieder in die Videoaufnahmen seiner Tierpflegerin schob. Emmanuel wurde im Juli 2022 Ziel einer Desinformationskampagne unter dem Hashtag #RIP_Emmanuel. Im Herbst 2022 erkrankte er schwer, erholte sich jedoch wieder.

## Internetphänomen
Emmanuel, mit vollem Namen Emmanuel Todd Lopez, lebt auf der Freizeitfarm Knuckle Bump Farms in Florida unter der Obhut der Tierpflegerin Taylor Blake. Videos des Emus entwickelten sich in den Sozialen Medien zum Internetphänomen. Der neugierige Vogel schiebt seinen Kopf immer wieder in die Videos, die Taylor Blake aufnimmt, mit der Absicht, das filmende Smartphone zu attackieren. Blake ruft immer wieder: „Emmanuel, don’t do it!“ (Emmanuel, tu es nicht!).

## Vogelgrippe
Im Frühherbst 2022 brach auf der Farm die Vogelgrippe aus; es schien, dass auch Emmanuel sich angesteckt hatte. Im Internet zeigten zahlreiche Fans des Vogels rege Anteilnahme. Doch ein Test ergab, dass nicht die Vogelgrippe die Ursache für Emmanuels Zusammenbruch war, sondern Stress, und er erholte sich wieder.

## Falschmeldung von Emmanuels Tod
Im Sommer 2022 wurde Emu Emmanuel zum Ziel einer Desinformationskampagne. Ein Recherche-Team des Investigativprojekts Forbidden Stories, mit der Beteiligung von ZDF, Spiegel und Zeit, kontaktierte die israelische Firma „Team Jorge“, die im Auftrag von Politikern und reichen Privatpersonen Manipulationen im Internet vornimmt. Als Test vereinbarten die Undercover-Journalisten mit Team Jorge, dass diese die Falschmeldung vom Tod des Emus Emmanuel lancieren. Unter dem Hashtag #RIP_Emmanuel wurde die Nachricht Ende Juli 2022 auf Twitter verbreitet; beteiligt waren mehr als 300 Avatare von Team Jorge. Taylor Blake stellte sofort klar: „Emmanuel ist nicht tot!!“